# Revere (Minnesota)
Revere es una ciudad ubicada en el condado de Redwood en el estado estadounidense de Minnesota. En el Censo de 2010 tenía una población de 95 habitantes y una densidad poblacional de 63,9 personas por km².

## Geografía
Revere se encuentra ubicada en las coordenadas 44°13′18″N 95°21′40″O / 44.22167, -95.36111. Según la Oficina del Censo de los Estados Unidos, Revere tiene una superficie total de 1.49 km², de la cual 1.49 km² corresponden a tierra firme y (0%) 0 km² es agua.

## Demografía
Según el censo de 2010, había 95 personas residiendo en Revere. La densidad de población era de 63,9 hab./km². De los 95 habitantes, Revere estaba compuesto por el 91.58% blancos, el 4.21% eran afroamericanos, el 3.16% eran amerindios, el 1.05% eran asiáticos, el 0% eran isleños del Pacífico, el 0% eran de otras razas y el 0% pertenecían a dos o más razas. Del total de la población el 3.16% eran hispanos o latinos de cualquier raza.